# Brookside (Ohio)
Brookside è un villaggio degli Stati Uniti d'America, situato nello stato dell'Ohio, nella contea di Belmont.